# Informe pericial
El informe pericial es una estructura formal de presentación de resultados periciales, adecuada para su comprensión e interpretación por parte de lectores que no son especialistas en la materia evaluada. Normalmente, pero no de manera excluyente, se trata de operadores del derecho, en particular, funcionarios judiciales.Se basa en una estructura básica criminalística y como tal, acorde a los códigos de forma.
Los informes periciales o criminológicos no son vinculantes para el juez o el tribunal. Es decir, el juez o el tribunal puede no aceptar el resultado del dictamen pericial criminológico. Ya que sirve para que un juez comprenda mejor ciertos aspectos de orden técnico y cuente con la opinión y el análisis de un especialista en la materia para tomar una mejor decisión, por lo tanto se trata solo de una guía para el estudio de los resultados periciales. 
La fuente de prueba viene determinada por los perito, expertos o técnicos, y el medio de prueba sería en el dictamen o informe que estos mismos emiten. 
Hay que distinguir entre informe pericial (recoge por escrito la opinión de expertos especializados), que será la base sobre la que se practique la prueba pericial (actividad procesal durante el período de instrucción) y el juicio oral donde se responde a preguntas del juez acerca del informe.

## Historia
Fue desarrollado, a partir de la interacción entre la Policía Federal Argentina y los Órganos Judiciales, a los cuales, la primera, debería enviar los resultados periciales solicitados. No es posible establecer exactamente el momento de su creación, pero su empleo habitual se corresponde alrededor de la década de 1940.

## Estructura formal
El informe pericial o criminológico se compone de los siguientes apartados, según Isabel Germán Mancebo, aunque la estructura es sólo  orientativa, puesto que siempre debe adaptarse al caso concreto. 
1. Título: “Informe Criminológico”
2. En el caso de ser un informe relacionado con una causa jurídica número de expediente  (número o clave de identificación  de la causa) y Juzgado para el que se emite y a quien va dirigido.
3. Identificación de los peritos:  nombre del perito, rango académico y su cargo correspondiente relacionado con la especialidad.
4. Identificación de la persona objeto del informe o de la situación objeto del informe.
5. Motivo u objeto del informe, especificando lo que conste en la providencia del juez o lo solicitado directamente por el cliente. El informe pericial debe estar orientado a contestar a las  preguntas o temas planteados en  la cuestión solicitada.
6. Bases  teóricas  de  las  que  se parte (ejem.: Criminología Clínica, Criminología del paso al acto, Criminología del desarrollo, Modelo del triple riesgo delictivo, etc.).
7. Metodología empleada. Se incluye aquí la descripción de las pruebas a utilizar y la utilidad que de ellas vamos a extraer. 
  - Análisis de la información contenida en los documentos de las diligencias judiciales. A modo de ejemplo, entre otros, puede tratarse de la hoja histórico-penal del acusado (antecedentes penales), otros informes periciales obrantes en la causa (informe  psicológico, médico-forense,  etc.) tanto del acusado como  de la afirmada víctima, datos históricos familiares, sociales y personales, etc.
  - Entrevista con el sujeto o sujetos concernidos -cuando el/los victimario/s o la/s víctima/s sean el objeto de peritaje-.
  - Demás técnicas utilizadas como pueden ser aplicación de pruebas, cuestionarios o test.
8. Resultados del informe, es decir, los hallazgos del estudio y pruebas, relevantes al caso. Se procurará hacer constar aquellos datos que luego servirán de base al discurso de conclusiones.
9. Conclusiones, que den respuesta  al objeto de estudio planteado. Se trata de contestar a la demanda judicial, ciñéndose a lo que se requiere en la petición del informe.
10. Lugar, fecha y firma.
11. Se recomienda incluir una cláusula de salvaguarda. A modo de ejemplo podría ser la que  sigue: “Las presentes conclusiones se refieren a los  objetivos demandados y a la aplicación de la metodología antes mencionada. Un cambio de  las circunstancias o nuevos datos  exigirían un nuevo análisis y podrían modificar los resultados".

## Fundamentos de la estructura
Al encontrarse todos los peritos ajustados a este modelo, se logra un documento intercambiable y consultable a través del cual el juez puede relacionar e interpretar pericias entre distintas disciplinas y profesionales.

## Aplicación en el ámbito jurídico[3]
Este tipo de informe es mencionado de forma explícita en la Ley de Enjuiciamiento Criminal (LeCrim) en sus arts. 456 y 478. Es empleado para auxiliar a los órganos judiciales en distintos momentos procesales (Instrucción, enjuiciamiento, ejecución de la pena y cumplimiento de la pena) de la causa. De esta forma, puede ayudar al enjuiciador a llegar a un dictamen en relación a los hechos que motivan la realización del informe. 
- En los juzgados de instrucción; a requerimiento del/de la Juez en la fase de instrucción, tanto del procedimiento ordinario como del abreviado, como una más de las prácticas de prueba que se consideren necesarias, para llevar a cabo una instrucción eficaz y válida.[5] El conocimiento, por parte del órgano juzgador, de determinados detalles, le puede ayudar en la aplicación de medidas cautelares (libertad provisional o prisión provisional -art. 502 LECrim.-). En este aspecto destaca la valoración pericial criminológica del sujeto y el riesgo de fuga. También es fundamental, y prioritario, que el/la instructor/a tenga la mayor información posible respecto al estado situacional en el que ha quedado la víctima del ilícito, para que pueda adoptar medidas necesarias al respecto, (protección cautelar a la víctima con servicio de escolta personal y familiar, alejamiento de la familia del victimario, … -arts. 544 y 544 ter LECrim.-), demostrando así la prioridad que el sistema penal otorga a la misma. como indican.
- Durante el juicio oral, como herramienta consultiva, para valorar el hecho delictivo, puede facilitar la labor del órgano juzgador de cara a formar un juicio fundamentado sobre los hechos que constituyen objeto de denuncia, al aportar información analítica de los desencadenantes y los factores de riesgo. Esta información es fundamental si el órgano juzgador quiere conocer información técnica complementaria, (valoración técnico-social), antes de adoptar determinadas decisiones, (suspensión de la pena, aplicación de penas alternativas, …).
- Asesoramiento a jurados: la formación multidisciplinar del/de la criminólogo/a es una de las más completas que a día de hoy puede aportar un/una profesional en el asesoramiento de los/as miembros del Tribunal del Jurado, explicando todos los aspectos criminológicos que afectan tanto al proceso, como a la víctima y al victimario.
- En la fase de ejecución de la condena: el informe pericial criminológico y sus conclusiones pueden ayudar al/a la Juez correspondiente a individualizar la pena, adoptar alternativas y sustitutivos penales, a determinar la peligrosidad, valorar la situación de riesgo para los tratamientos carcelarios, estudiar la concesión de permisos, el riesgo de reincidencia y las probabilidades de una adecuada reinserción social, etc.
- En la fase de excarcelación, (cambios en la clasificación de grados, reingresos, …).

Dentro de este contexto judicial podemos seguir un modelo de informe presentado por Vicente Garrido Genovés, quien propone que tenga las siguientes partes:
1. Identificación del procedimiento y del perito.
2. Petición que se realiza
3. Objetivo(s), preguntas de investigación, inclusión de aspectos no tratados…
4. Metodología
5. Resultados
6. Integración de resultados: relación entre resultados, estrategia, metodología, seleccionar una hipótesis para cada resultado y a su vez cuestionar hipótesis alternativas.
7. Conclusiones

En este modelo se prestan atención a puntos importantes:
- Quien solicita el informe
- Con que objetivo se solicita
- Revisar el marco teórico y conceptual
- Atender a aspectos técnicos
- Adquirir un método trasparente, replicable, con estructura, hipótesis…

## Reglas de Aplicación a la valoración de la Prueba Pericial (según la SAP núm. 223/2004 de 14 julio. JUR 2005\206130)[6]
Para la valoración de la prueba, el Tribunal deberá ponderar las siguientes cuestiones:
1. Los razonamientos que contengan los dictámenes, y los que se hayan trasladado en el acto del juicio o vista en el interrogatorio de los peritos, con la posibilidad de no aceptar el resultado de un dictamen o aceptarlo o incluso aceptar el resultado de un dictamen por estar mejor fundamentado que otro (STS 10-2-94 [RJ 1994, 848]).
2. Deberá tener en cuenta también las conclusiones conformes y mayoritarias que resulten, tanto de los dictámenes emitidos por peritos designados por las partes como de los dictámenes emitidos por peritos designados por el tribunal, motivando su decisión cuando no esté de acuerdo con las conclusiones mayoritarias de los dictámenes (STS 4-12-89 [RJ 1995, 179]).
3. Ponderará el examen de las operaciones periciales que se hayan llevado a cabo por los peritos que hayan intervenido en el proceso, los medios o instrumentos empleados y los datos en los que se sustenten sus dictámenes (STS 28-1-95 [RJ 1995, 179]).
4. Por último, deberá ponderar la competencia profesional de los peritos, así como todas las circunstancias que hagan presumir de objetividad, lo que le puede llevar, en el sistema de la nueva LECiv, a que de más crédito a los dictámenes de los peritos designados por el tribunal que a los aportados por las partes (STS 31-3-97 [RJ 1997, 2542]).